# Paninternational
Paninternational war eine deutsche Fluggesellschaft mit Sitz in München und Basen auf den Flughäfen München-Riem und Düsseldorf.

## Geschichte
Die Gesellschaft wurde im Jahr 1968 zunächst unter dem Namen PANAIR vom Münchner Reiseveranstalter Paneuropa gegründet. Nach einem Einspruch durch Pan Am musste der Name jedoch geändert werden, da Pan Am die Rechte an Panair gehörten (siehe beispielsweise Panair do Brasil). Der Flugbetrieb wurde 1970 aufgenommen. Paninternational flog mit zwei neuen BAC 1-11 auch für andere Reiseveranstalter zu europäischen Urlaubszielen. Um auch weiter entfernte Ziele anfliegen zu können, wurden 1970 zusätzlich zu einer weiteren neuen BAC 1-11 noch zwei gebrauchte Boeing 707-120 von American Airlines übernommen, die dann die interkontinentalen Strecken übernahmen und bis zur Auflösung der Gesellschaft im Dienst waren.

## Flotte
Die Flotte bestand aus sechs Flugzeugen:
- 4 BAC 1-11-500 (D-ALAR, D-ALAS, D-ALAQ, D-ALAT)
- 2 Boeing 707-120 (D-ALAM, D-ALAL)

## Zwischenfall
Am 6. September 1971 kam es bei einer BAC 1-11 der Paninternational (D-ALAR), die einen Flug nach Málaga durchführen sollte, kurz nach dem Start vom Hamburg-Fuhlsbüttel zu einem doppelten Triebwerksausfall. Bei einer anschließenden Notlandung auf der Bundesautobahn 7 kollidierte die Maschine mit einem Brückenpfeiler. Von den 121 Personen an Bord starben 22. Zu dem Unfall war es wegen eines Wartungsfehlers gekommen: In die Tanks für die Wassereinspritzung zur Steigerung der Startleistung der Triebwerke war anstelle von reinem demineralisiertem Wasser versehentlich zusätzlich Kerosin gefüllt worden. Der Unfall leitete das Ende der Fluggesellschaft ein (siehe auch Paninternational-Flug 112).